# Плеш
Плеш је насеље у Србији у општини Александровац у Расинском округу. Према попису из 2022. има 257 становника (према попису из 2011. било је 336 становника).
Овде се налази Манастир Плеш и археолошки локалитет поред којег је почела градња цркве брвнаре посвећене Светом Илији.

## Демографија
У насељу Плеш живи 334 пунолетна становника, а просечна старост становништва износи 42,5 година (42,5 код мушкараца и 42,4 код жена). У насељу има 115 домаћинстава, а просечан број чланова по домаћинству је 3,50.
Ово насеље је у потпуности насељено Србима (према попису из 2002. године), а у последња три пописа, примећен је пад у броју становника.
|  |

| Демографија | Демографија | Демографија |
| Година      | Становника  | Становника  |
| ----------- | ----------- | ----------- |
| 1948.       | 707         |             |
| 1953.       | 777         |             |
| 1961.       | 795         |             |
| 1971.       | 695         |             |
| 1981.       | 585         |             |
| 1991.       | 490         | 482         |
| 2002.       | 403         | 403         |
| 2011.       | 336         |             |
| 2022.       | 257         |             |

| Етнички састав према попису из 2002.‍ | Етнички састав према попису из 2002.‍ | Етнички састав према попису из 2002.‍ | Етнички састав према попису из 2002.‍ | Етнички састав према попису из 2002.‍ |
| ------------------------------------ | ------------------------------------ | ------------------------------------ | ------------------------------------ | ------------------------------------ |
|                                      |                                      |                                      |                                      |                                      |
| Срби                                 | Срби                                 |                                      | 403                                  | 100,0%                               |
| непознато                            | непознато                            |                                      | 0                                    | 0,0%                                 |

| Година пописа     | 1948. | 1953. | 1961. | 1971. | 1981. | 1991. | 2002. |
| ----------------- | ----- | ----- | ----- | ----- | ----- | ----- | ----- |
| Број домаћинстава | 96    | 111   | 130   | 127   | 132   | 122   | 115   |

| Број чланова      | 1  | 2  | 3  | 4  | 5  | 6  | 7 | 8 | 9 | 10 и више | Просек |
| ----------------- | -- | -- | -- | -- | -- | -- | - | - | - | --------- | ------ |
| Број домаћинстава | 11 | 38 | 18 | 12 | 14 | 14 | 5 | 2 | 1 | 0         | 3,50   |

| Пол    | Укупно | Неожењен/Неудата | Ожењен/Удата | Удовац/Удовица | Разведен/Разведена | Непознато |
| ------ | ------ | ---------------- | ------------ | -------------- | ------------------ | --------- |
| Мушки  | 168    | 44               | 115          | 9              | 0                  | 0         |
| Женски | 180    | 26               | 113          | 38             | 1                  | 2         |
| УКУПНО | 348    | 70               | 228          | 47             | 1                  | 2         |

| Пол    | Укупно                    | Пољопривреда, лов и шумарство | Рибарство                            | Вађење руде и камена | Прерађивачка индустрија       |
| ------ | ------------------------- | ----------------------------- | ------------------------------------ | -------------------- | ----------------------------- |
| Мушки  | 103                       | 48                            | 0                                    | 0                    | 22                            |
| Женски | 79                        | 61                            | 0                                    | 0                    | 4                             |
| УКУПНО | 182                       | 109                           | 0                                    | 0                    | 26                            |
| Пол    | Производња и снабдевање   | Грађевинарство                | Трговина                             | Хотели и ресторани   | Саобраћај, складиштење и везе |
| Мушки  | 2                         | 8                             | 3                                    | 4                    | 3                             |
| Женски | 0                         | 0                             | 2                                    | 3                    | 0                             |
| УКУПНО | 2                         | 8                             | 5                                    | 7                    | 3                             |
| Пол    | Финансијско посредовање   | Некретнине                    | Државна управа и одбрана             | Образовање           | Здравствени и социјални рад   |
| Мушки  | 0                         | 1                             | 4                                    | 4                    | 2                             |
| Женски | 0                         | 0                             | 3                                    | 2                    | 2                             |
| УКУПНО | 0                         | 1                             | 7                                    | 6                    | 4                             |
| Пол    | Остале услужне активности | Приватна домаћинства          | Екстериторијалне организације и тела | Непознато            | Непознато                     |
| Мушки  | 2                         | 0                             | 0                                    | 0                    | 0                             |
| Женски | 2                         | 0                             | 0                                    | 0                    | 0                             |
| УКУПНО | 4                         | 0                             | 0                                    | 0                    | 0                             |